# Духовщинський район
Духовщинський район (рос. Духовщинский район) — адміністративна одиниця Смоленської області Російської Федерації.
Адміністративний центр — Духовщина.

## Географія
Територіально район межує: на півночі з Тверською областю, на заході з Демидовським районом, на південному заході зі Смоленським районом, на півдні з Кардимовським районом, на південному сході з Ярцевським районом, на сході із Холм-Жирковським районами Смоленської області. Площа району — 2610 км².
Велика частина району знаходиться на Духовщинській височині, яка є вододілом басейнів річок Західної Двіни і Дніпра.

## Адміністративний поділ
До складу району входять 2 міських та 6 сільських поселень:
| Муніципальне утворення           | Чисельність населення, ос. | Площа, км² | Адміністративний центр |
| -------------------------------- | -------------------------- | ---------- | ---------------------- |
| Духовщинське міське поселення    | 4,60 тис.                  | 10,94      | місто Духовщина        |
| Озерненське міське поселення     | 6,70 тис.                  | 20,0       | смт Озерний            |
| Бабинське сільське поселення     | 1,07 тис.                  | 611,0      | село Бабино            |
| Бересньовське сільське поселення | 0,85 тис.                  | 404,0      | село Велике Бересньово |
| Булгаковське сільське поселення  | 1,04 тис.                  | 395,4      | село Булгаково         |
| Добринське сільське поселення    | 1,22 тис.                  | 389,1      | село Добрино           |
| Пречистенське сільське поселення | 1,91 тис.                  | 401,5      | село Пречисте          |
| Третьяковське сільське поселення | 1,14 тис.                  | 258,2      | село Третьяково        |